# Radkov (ort i Tjeckien, Vysočina, lat 49,42, long 16,16)
Radkov är en ort i Tjeckien. Den ligger i regionen Vysočina, i den centrala delen av landet, 150 km sydost om huvudstaden Prag. Radkov ligger 512 meter över havet och antalet invånare är 182.
Terrängen runt Radkov är platt. Runt Radkov är det ganska glesbefolkat, med 34 invånare per kvadratkilometer. Närmaste större samhälle är Velké Meziříčí, 13,0 km sydväst om Radkov. Trakten runt Radkov består till största delen av jordbruksmark.